# Escut de Bovera
L'escut de Bovera és el símbol oficial del municipi i ajuntament de Bovera i es descriu mitjançant el següent blasonament:
Escut caironat: d'or, un bou passant de sable. Per timbre, una corona mural de poble.

## Disseny
La composició de l'escut està formada sobre un fons en forma de quadrat recolzat sobre un dels seus vèrtexs, anomenat escut caironat, segons la configuració difosa a Catalunya i d'altres indrets de l'antiga Corona d'Aragó i adoptada per l'administració a les seves especificacions per al disseny oficial dels municipis dels ens locals. És de color groc (or), amb la representació heràldica d'un bou caminant (passant) de color negre (sable).
L'escut està acompanyat a la part superior d'un timbre en forma de corona mural, que és l'adoptada pel Departament de Governació d'Administracions Locals de la Generalitat de Catalunya per timbrar genèricament els escuts dels municipis. En aquest cas, es tracta d'una corona mural de poble, que bàsicament és un llenç de muralla groc (or) amb portes i finestres de color negre (tancat de sable), amb quatre torres merletades, de les quals se'n veuen tres.

## Història
L'Ajuntament va acordar en ple iniciar l'expedient d'adopció de l'escut el 22 d'abril de 2015. Després dels tràmits reglamentaris, l'escut va ser aprovat el 28 de juliol de 2016 i publicat al DOGC número 7179, de 8 d'agost del mateix any. El bou és un senyal parlant del nom del poble, i s'ha usat en els segells municipals des del segle xix.